# Frederick Koolhoven

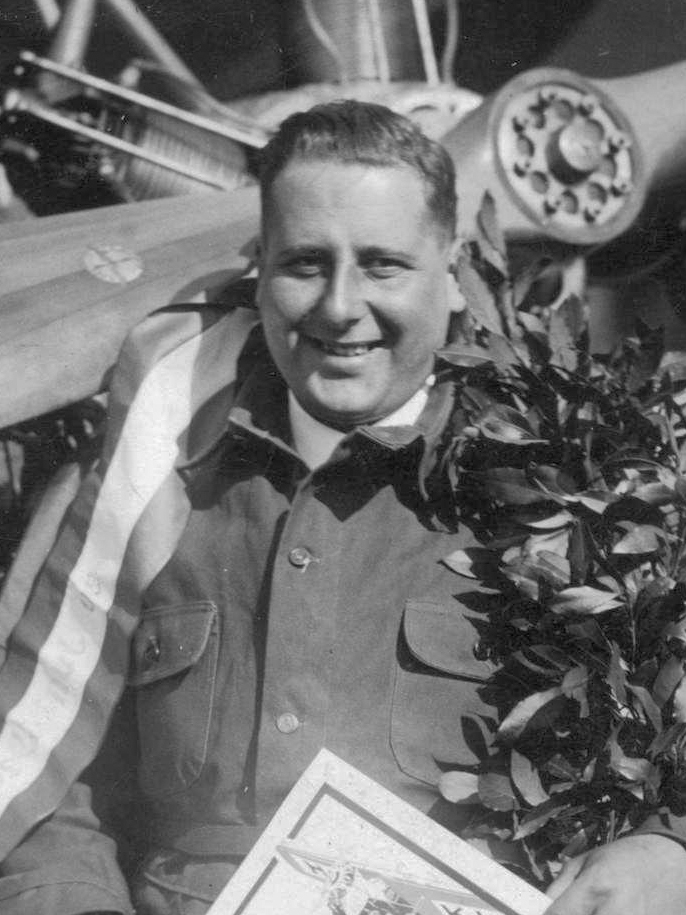
Koolhoven, 1920

Sytse Frederick Willem Koolhoven, genannt Frits (* 11. Januar 1886 in Bloemendaal; † 1. Juli 1946 in Haarlem) war ein niederländischer Automobilrennfahrer, Flugzeugkonstrukteur und Unternehmer.
Frederick Koolhoven wurde als Sohn von Abraham Koolhoven geboren, der sich im Jahre 1883 als Mitbegründer des Verkehrs- und Touristikclubs ANWB einen Namen gemacht hatte. Später wurde Abraham Koolhoven Direktor der Mittelrheinischen Kohlensäurewerke im deutschen Oberlahnstein, die dort einen Betrieb zur Verflüssigung von Kohlensäure betrieben.

## Koolhovens Weg zum Flugzeugkonstrukteur
Mit 18 Jahren verließ Koolhoven sein Elternhaus und ging nach Belgien, wo er eine Anstellung als Automechaniker bei der Firma Minerva fand, für die er später auch an Autorennen teilnahm. 1907 war er Teil des Minerva-Rennteams, das beim Ardennen-Rennen für Kaiserpreis-Fahrzeuge die ersten drei Plätze belegte. Koolhoven belegte hinter John Moore-Brabazon und vor Kenelm Lee Guinness bei diesem Rennen über knapp 600 km durch die Ardennen den zweiten Rang.
Nicht gesichert ist die Aussage, dass er später eine Minerva-Vertretung in den Niederlanden eröffnet haben soll.
Nach dem ersten Kontakt mit den zur damaligen Zeit sehr filigranen Flugzeugen, soll Koolhoven nicht besonders angetan von diesen gewesen sein. Er beschloss, bessere Konstruktionen zu entwerfen, wollte jedoch vorher einen Pilotenschein erwerben und sich dann mit der Flugzeugtechnik beschäftigen.
So kündigte er bei Minerva und ging nach Frankreich, um dort die Flugschule der Gebrüder Hanriot zu besuchen. Seine Fluglizenz erhielt er am 8. November 1910.
Wieder zurück in den Niederlanden fand er 1911 eine Anstellung bei der Maatschappij voor Luchtvaart (Luftfahrtgesellschaft), ein Unternehmen, das seinerzeit hauptsächlich Flugveranstaltungen und Luftrennen organisierte. Bereits im gleichen Jahr konstruierte Koolhoven sein erstes Flugzeug, „Heidevogel“ genannt, eine verbesserte Kopie eines Farman-Doppeldeckers.
Nachdem Ende 1911 das wirtschaftliche Aus für die Maatschappij voor Luchtvaart gekommen war, ging Koolhoven erneut nach Frankreich, um dort bei der Firma Deperdussin im Team des damals sehr bekannten Chefentwicklers Louis Béchereau mitzuarbeiten.
Bereits im Sommer 1912 erfolgte Koolhovens Aufstieg zum Betriebsleiter des britischen Ablegers von Deperdussin, der British Deperdussin Company Ltd., verbunden mit seinem Umzug nach England, wo er unter anderem auch an der Entwicklung der Deperdussin Seagull beteiligt war.
Als auch bei Deperdussin die Tore für immer geschlossen werden mussten, wechselte Koolhoven zur Sir W.G. Armstrong Whitworth and Co., und mit dem Beginn des Ersten Weltkriegs war die große Zeit von Frederick Koolhoven gekommen. Für Armstrong Whitworth entwickelte er etliche Flugzeuge, erkennbar an seinen Initialen F.K. in den Typenbezeichnungen.
Sein erster Erfolg war die Armstrong Whitworth F.K.3, ein Aufklärungsflugzeug, noch erfolgreicher war die Armstrong Whitworth F.K.8, von der etwa 1700 Exemplare am Luftkrieg über Europa sowie im Mittleren und Fernen Osten beteiligt waren.
Im Jahre 1917 folgte Koolhoven einem Angebot der Konkurrenz und wurde Chefkonstrukteur bei der British Aerial Transport Company Ltd. (BAT).

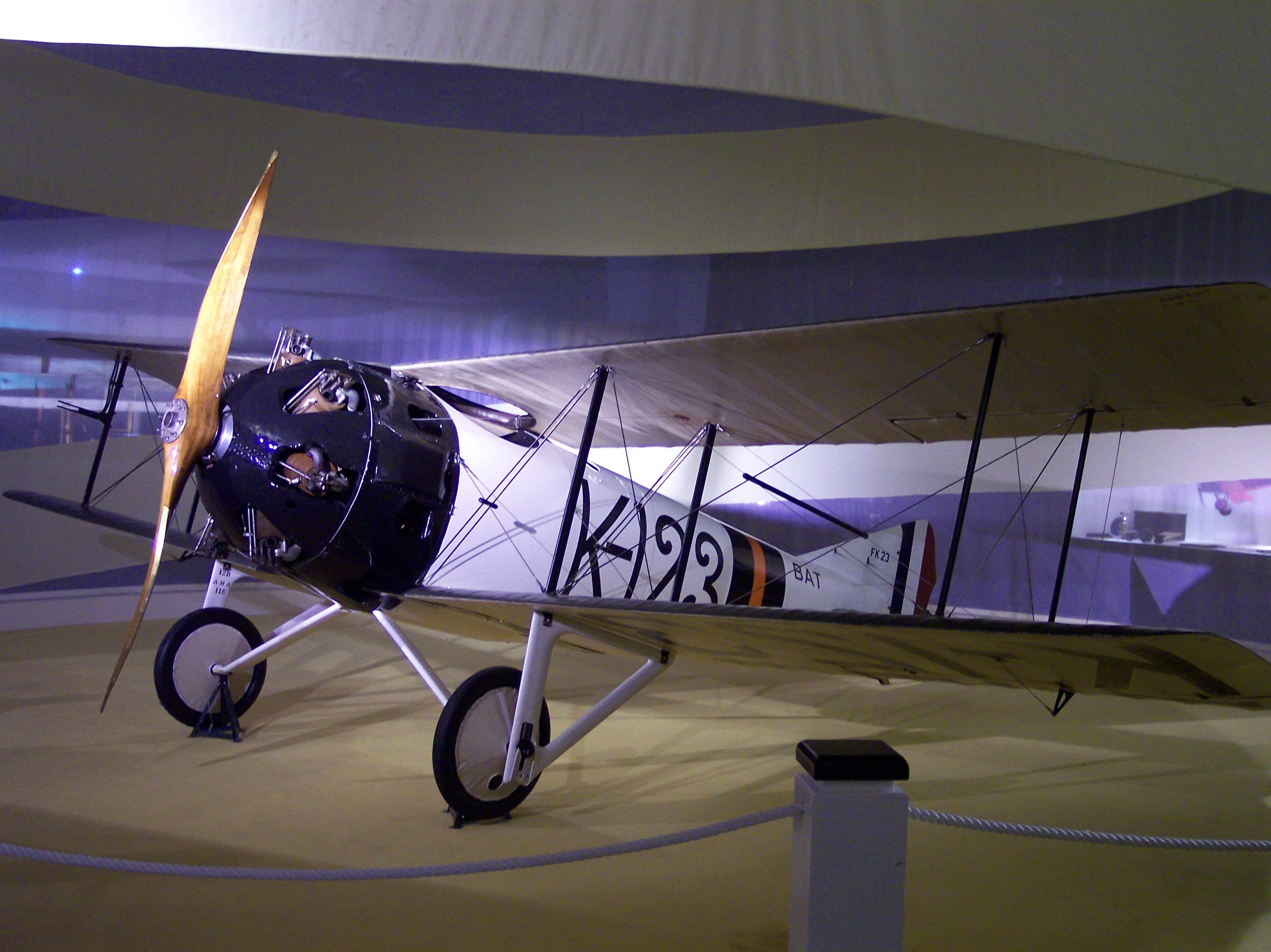
Eine British Aerial Transport F.K.23 Bantam, von Koolhoven entwickelt

Sein vierter Entwurf in diesem Unternehmen, die BAT F.K.23 Bantam, galt als ausgesprochen gelungen, kam jedoch aufgrund des Kriegsendes zu spät, um ihre Fähigkeiten im Kampfeinsatz zu demonstrieren.
Nach dem Krieg konstruierte Koolhoven die BAT F.K.26, eine Maschine, die von Anfang an als kommerzielle Passagiermaschine geplant war – somit das erste echte Passagierflugzeug der Welt.
Die nach dem Krieg entstandene Krise im Flugzeugbau überstand auch die Firma BAT nicht, und so ging Koolhoven mangels Arbeitsangeboten in England wieder zurück in seine Heimat.
Dort gab es lediglich einen Flugzeughersteller, die Firma Fokker, aber Koolhoven wollte nicht unter dem Eigentümer Anthony Fokker arbeiten. So nahm er zunächst eine Anstellung bei der Firma Nederlandsche Automobiel en Vliegtuigfabriek Trompenburg (vormals Spyker), einem Unternehmen der Automobil- und Flugzeugindustrie, an und war dort im Automobilbereich beschäftigt.
Zwei Jahre später wurde in den Niederlanden ein zweites Flugzeugunternehmen gegründet, die N.V. Nationale Vliegtuig Industrie, in dem Frederick Koolhoven sofort eine Anstellung als Konstrukteur fand. Sein erster Entwurf war die F.K. 31, ein zweisitziger Aufklärer und Jäger, der auf dem Pariser Aero Salon im Jahre 1922 große Beachtung fand.

## Das eigene Unternehmen
Obwohl Koolhoven für N.V. weitere gute Entwürfe ablieferte, war diesen kein kommerzieller Erfolg beschieden, so dass auch dieser Arbeitgeber seine Pforten schließen musste.
Und so beschloss Koolhoven im Jahre 1926, sein eigenes Unternehmen am Flughafen Waalhaven in der Nähe von Rotterdam zu gründen.
Zunächst wurden in Koolhovens Fabrik zivile Muster produziert, vornehmlich Schulflugzeuge und kleine Passagiermaschinen. Das erste erfolgreiche Modell der Firma Koolhoven war die Koolhoven F.K.41, von der zwar nur 6 Exemplare im eigenen Werk produziert wurden, die aber als lizenzierter Nachbau bei der Desoutter Aircraft Company in England sehr erfolgreich war. Ursprünglich war geplant, 250 Exemplare der Kleinstflugzeuge mit dem Spitznamen Hochzeitsflugzeug in Rotterdam herzustellen. Die Maschinen waren für einen Piloten und zwei Passagiere ausgelegt.
Das erfolgreichste Koolhoven-Muster war die Koolhoven F.K.51, ein militärisches Schulflugzeug, von dem 161 Exemplare an die niederländische Luftwaffe und nach Spanien geliefert wurden.
Frederick Koolhoven konnte in den nächsten Jahren regelmäßig expandieren und hatte 1938 ca. 1200 Beschäftigte in seinem Unternehmen.

## Das Ende
Mit dem Beginn des deutschen Einmarsches in die Niederlande im Mai 1940 kam das Ende der Firma Koolhoven; erstes Ziel der Bomber der deutschen Luftwaffe waren die niederländischen Flugplätze, und so wurde Koolhovens Werk in Waalhaven binnen weniger Minuten dem Erdboden gleichgemacht.
Zwar bestand die Firma Koolhoven auch nach dem Tod ihres Gründers nach einem Schlaganfall zunächst weiter, und es wurden mehrere Versuche durchgeführt, wieder in den Flugzeugmarkt einzusteigen, aber bis auf den Bau von zwei Segelflugzeugen sind keine weiteren Projekte bekannt geworden.
So endete das Unternehmen im Jahre 1956 durch Liquidation.

## Koolhovens Nachlass
In den Niederlanden wurde eine Stiftung gegründet, die Stichting Koolhoven Vliegtuigen, die sich mit der Person Frederick Koolhoven und seinen Konstruktionen beschäftigt und die gesammelten Informationen unter anderem über ihre Website der Öffentlichkeit zugänglich macht.